# La Zaranda de Ideas
La Zaranda de Ideas, conocida comúnmente como La Zaranda, es una publicación semestral editada por la Asociación de Arqueólogos Profesionales de la República Argentina (AAPRA) sobre temática arqueológica y disciplinas afines. 

## Objetivos e historia
Esta revista científica tiene como objetivos dar difusión de trabajos de jóvenes investigaciones, ya que únicamente acepta trabajos de estudiantes de grado o egresados recientes, considerando como tales aquellos con no más de siete años desde la fecha de egreso de su carrera de grado. 
El tema principal de las publicaciones de la revista es la arqueología, aunque también se encuentran trabajos de disciplinas afines como la antropología, la bioantropología, la historia, el patrimonio y otros temas relacionados con la diversidad cultural en tiempo y espacio.
Esta revista publica trabajos inéditos en tipos de secciones dependiendo de su extensión o tipo, principalmente Artículos (algunos con una sección de discusión a modo de intercambio entre autores), Informes, Notas Breves, Entrevistas, y Reseñas de Libros; pudiendo sin embargo enviar colaboraciones para la sección de Misceláneas.
Inicialmente fue auspiciada y estuvo editada por la Sociedad Argentina de Antropología (SAA); sin embargo posteriormente fue apoyada por la Asociación de Arqueólogos Profesionales de la República Argentina (AAPRA) que es la entidad que actualmente le brinda apoyo para su publicación. Comenzó a ser publicada en el año 2005 de forma anual, hasta que en el 2011 comenzaron a editarse nos números anuales, periodicidad que continúa hasta el año 2022. En total, hasta dicho año, se publicaron 19 volúmenes de forma ininterrumpida.

## Indexación
La revista La Zaranda de Ideas está indizados en:
- Latindex Catálogo,[3]
- Núcleo Básico de Revistas Científicas, CAICyT – CONICET[4]
- Scielo
- Scopus
- Redib
- EBSCO
- Harvard University
- Dialnet
- ROAD[1]